# Hyalomma brevipunctata
Hyalomma brevipunctata är en fästingart som beskrevs av Sharif 1928. Hyalomma brevipunctata ingår i släktet Hyalomma och familjen hårda fästingar. Inga underarter finns listade i Catalogue of Life.